# Psicopatia
La psicopatia è un disturbo di personalità caratterizzato da meschinità d'animo che implica incapacità (estesa o completa) di provare empatia e rimorso, immunità allo stress e alti livelli di audacia, disinibizione ed egocentrismo, spesso mascherati da un fascino superficiale e un'apparente normalità.
Può includere segni importanti quali narcisismo, resilienza emotiva, erotomania, impulsività, ipocrisia, insensibilità, sadismo o elevata capacità intellettuale, ma anche l'uso deliberato e malevolo di seduzione, manipolazione e utilizzo di altre persone per i propri scopi personali.
Fino agli anni ottanta, la psicopatia era riferita a un disturbo della personalità caratterizzato dall'incapacità di attaccamento e da un'anomalia del sistema di gestione delle emozioni.
La pubblicazione del Diagnostic and Statistical Manual of Mental Disorders (DSM-III) mutò il nome utilizzato per definire questo disturbo mentale in disturbo antisociale di personalità e incrementò il criterio diagnostico verso le scienze comportamentali.
Il gruppo di lavoro sul DSM-4, comunque, consiglia una revisione del disturbo antisociale di personalità, in modo da includerlo nel "Antisocial/Psychopathic Type", con criteri diagnostici che diano più risalto ai modelli comportamentali.. Anche la tassonomia diagnostica dell'Organizzazione Mondiale della Sanità considera la psicopatia un disturbo della personalità con influenze antisociali.
La psicopatia e i termini correlati, come "psicopatico", sono ampiamente utilizzati dai professionisti della salute mentale e della criminologia.
Lo psicologo Robert Hare, ha inventato la Hare Psychopathy Checklist una scala utile a differenziare il disturbo antisociale di personalità dalla psicopatia.
Secondo alcuni studi, la diffusione del disturbo antisociale di personalità è due/tre volte maggiore rispetto alla psicopatia.
Insieme al machiavellismo e al narcisismo, la psicopatia è uno dei tratti di personalità della triade oscura.

## Storia
L'attuale concetto di psicopatia è da farsi risalire all'opera di Teofrasto, allievo di Aristotele, che nel suo celebre lavoro “Αναισχυντια” aveva scritto in questi termini:
Nel 1801 Philippe Pinel descrisse alcuni pazienti che erano mentalmente disturbati ma non abbastanza da denotare atti autolesionistici.
Si disse all'epoca che erano “malati non deliranti” (fr. la folie raisonnante) e cioè persone che comprendevano il proprio status irrazionale ma continuavano ad agire di conseguenza.
All'inizio del XX secolo, Henry Maudsley pubblicò un'opera sul "moral imbecile" nella quale descriveva i casi di quelle persone irrecuperabili mediante i tradizionali sistemi di correzione.
Maudslay comprese che tale resistenza derivasse dagli effetti punitivi della risocializzazione, facendo in modo che i pazienti attivassero in qualche modo una sorta di meccanismo di difesa contro gli eventuali propri fallimenti futuri.
Nel 1904 Emil Kraeplin descrisse quattro tipi di personalità affini al disturbo antisociale di personalità e nel 1915 li definì come un deficit di volontà, dividendo le seguenti tipologie in differenti categorie, alcune delle quali corrispondevano all'attuale descrizione del disturbo di condotta antisociale riscontrando una carenza o l'assenza di rimorsi nelle proprie azioni. Pinel percepì i propri pazienti come moralmente neutrali, riflettendo un approccio umanistico verso la salute mentale.
Nel 1909 Karl Birnbaum aveva introdotto il termine sociopatico, intendendo enfatizzare i fattori scatenanti del comportamento.
The Mask of Sanity di Hervey M. Cleckley, Doctor of Medicine, pubblicato nel 1941, è considerato uno studio che fornisce una notevole serie di casi clinici di pazienti, per lo più detenuti, descritti come psicopatici. Cleckley propose sedici caratteristiche per la definizione di psicopatico. Il titolo deriva dalla maschera di pseudo normalità che l'autore aveva pensato fosse sottesa a tale disturbo mentale.
Una ricerca nel 1977, sulle caratteristiche di Cleckley, comunque, concluse che il concetto era stato utilizzato in maniera troppo ampia e dispersiva.
Il Diagnostic and Statistical Manual of Mental Disorders (DSM) pubblicato dalla American Psychiatric Association incluse diversi concetti di psicopatia/sociopatia/personalità antisociale nelle prime edizioni ma, a partire dal 1980, attribuì una diagnosi sul disturbo antisociale di personalità che era basato su uno dei criteri già impiegato da Cleckley ma modificato in maniera diversa e, inoltre, più specificatamente correlato alla criminologia. La tassonomia (ICD) dell'Organizzazione mondiale della sanità attualmente include una diagnosi simile. Sia l'ICD che il DSM stabiliscono che psicopatia e sociopatia sono sinonimi della medesima diagnosi.
Nel 1980 Hare sviluppò la Psychopathy Checklist basata sulle ipotesi avanzate da Cleckley e successivamente revisionate.

## Descrizione
La psicopatia consiste in un deficit per diverse aree: relazioni interpersonali, emozione, e comportamento.
Gli psicopatici ottengono soddisfazione dal loro comportamento, e non provano colpa né rimorso per le proprie azioni.
Su qualsiasi minaccia o danno causato a terzi, gli psicopatici non provano vergogna né senso di colpa, mentre invece razionalizzano il proprio comportamento, incolpando qualcun altro o omettendo qualsiasi responsabilità.
Gli psicopatici, inoltre, non provano alcuna emozione verso terzi in generale, dimostrando mancanza di tatto, insensibilità e disprezzo.
Possono avere un fascino superficiale, ed essere capaci di esprimersi senza preoccuparsi della rilevanza o della realtà dei fatti, altri descrivono un freddo contegno.
Tendono a essere impulsivi e irresponsabili, spesso non riuscendo a perseguire i propri obiettivi socialmente tollerati quali ad esempio nel cercare un lavoro retribuito o nel rispettare un impegno finanziario.
Recenti studi compiuti nel 2010 alla Vanderbilt University hanno scoperto una sostanziale sottovalutazione dei rischi o delle conseguenze delle proprie azioni, caratterizzate, quindi, da un elevato livello di impulsività.
Hare descrisse gli psicopatici come dei "intraspecies predators".. Hare e altri criminologi scrissero sul fenomeno come «l'utilizzo di un particolare carisma, manipolazione, intimidazione, rapporti sessuali e violenza» al fine di controllare le altre persone e perseguire i propri interessi:
Seguendo Hare, molti psicopatici sono apparentemente capaci di colpire l'attenzione altrui in quanto possono fingere perfettamente le più comuni emozioni umane, e possono aggirarsi, in incognito, in una varietà di ambienti, incluse corporazioni o altre simili associazioni.

### Empatia
La psicopatia impedisce di comprendere gli stati emozionali delle altre persone, eccetto nel senso puramente intellettuale dell'espressione.
Quando una persona normale vede qualcuno in pericolo, istintivamente percepisce quella sensazione di pericolo, ma ciò è impossibile per uno psicopatico.
Pertanto, la psicopatia può indurre a commettere atti di una crudeltà impressionante, in quanto non è possibile alcun feedback sulle emozioni provate dalla vittima.
A causa della mancata percezione delle esperienze altrui, tendono a identificare le persone alla stregua di semplici “oggetti” il cui unico scopo è l'utilizzo strumentale.
Gli psicopatici non percepiscono le proprie emozioni come le persone normali: alcuni medici le hanno descritte come semplici “proto-emozioni” ovvero «primitive risposte alle esigenze immediate».
Gli psicopatici non hanno paura delle persone normali e non manifestano nessuna delle risposte normali né agli stimoli né alle minacce.
La mancanza di paura li rende spesso considerati come se volessero assumere rischi maggiori. Questo non vuol dire che sono ignari sulle possibili conseguenze delle loro azioni, quanto piuttosto che il pensiero del dolore e della punizione non provoca alcuna reazione emotiva in loro e, quindi, ha un debole effetto inibitorio.
Gli psicopatici non sentono il bisogno di instaurare una relazione sentimentale e non sono in grado di formare legami emozionali con le persone. Anche se uno psicopatico può percepire il fascino di una persona o subire un'infatuazione, non può ricambiarne i sentimenti, ma solo fingere e trarre piacere da incontri sessuali.
Anche se gli psicopatici non sentono le emozioni in profondità, spesso fingono di farne esperienza. Tuttavia, le loro descrizioni delle emozioni fittizie sono spesso difettose e la loro capacità discorsiva può essere incongruente con il contesto o il tono di voce. Per esempio, uno psicopatico può esprimere dolore per la scomparsa prematura di un genitore, esprimendosi però con una voce monotona che tradisce la sua indifferenza. Gli psicopatici spesso hanno una vita di breve durata, un ventaglio drammatico di emozioni come scoppi d'ira, solo per tornare rapidamente alle condizioni di calma di prima come se non fosse accaduto nulla .
Nelle conversazioni, gli psicopatici non possono intuitivamente comprendere l'impatto delle loro parole sugli altri o loro stessi. Percepiscono invece delle reazioni degli ascoltatori per sommi capi su come dovrebbero essere. Per es., Hare scrive di un assassino condannato che ha parlato dei propri omicidi in maniera del tutto spassionata, in un modo disinteressato fino a quando ha notato l'espressione inorridita dell'interlocutore, a quel punto ha iniziato a fingere rimorso e angoscia sui suoi crimini.
I ricercatori hanno effettuato delle scansioni cerebrali su psicopatici mentre li esponevano a dei discorsi emotivamente carichi di termini come "stupro", "omicidio" e "amore". In una persona normale, queste parole provocano un aumento dell'attività nel sistema limbico, che governa le emozioni. Gli psicopatici non hanno mostrato tale attività, bensì reagivano in maniera del tutto indifferente (ad esempio "albero/amore", "sedia/stupro", "cucchiaio/omicidio"); tuttavia, mostravano la reattività nelle aree cerebrali associate con l'elaborazione del linguaggio, suggerendo che la loro risposta fosse più cognitiva che emotiva.

### Plagio e manipolazione
Gli psicopatici sono bugiardi incorreggibili e recidivi. Spesso e volentieri riescono a ottenere ciò che vogliono o a impressionare le persone, e lo fanno con tale maestria che gli investigatori, anche quelli con una notevole esperienza alle spalle, a volte sono ingannati. Tale talento si trova in coloro che non tradiscono segni di ansia, esitazione, o vergogna, anche quando sono di fronte a prove incontrovertibili o domande scomode in modo tale da sconcertare frequentemente i propri ascoltatori distraendoli dalle incongruenze nelle loro parole: credono che lo psicopatico sia onesto, perché è difficile per loro credere che un bugiardo possa essere così audace e imperturbabile.
Le persone normali di solito si sentono ansiose quando mentono, esitanti nei propri discorsi e soprattutto quando si confrontano con altri. Quando uno psicopatico mente, tuttavia, sono completamente indifferenti alla possibilità di essere colti in fallo, raramente sono perplessi o imbarazzati, senza esitare, semplicemente fanno in modo di rielaborare il racconto affinché appaia coerente.
Un potenziale psicopatico tenta di ingannare più spesso di quanto sembri mediante linguaggio del corpo (la fiducia, ecc.) che dal contenuto del loro discorso. In realtà, i racconti degli psicopatici sono spesso pieni di incoerenze e contraddizioni. La prima ragione di ciò è la natura spesso improvvisata della loro coscienza. Se sono colti in fallo o posti di fronte a domande impreviste, semplicemente rielaborano la propria narrazione per adattarsi alla nuova realtà senza fermarsi a riflettere sulle cose. La seconda ragione è che gli psicopatici sembrano avere difficoltà a integrare correttamente il linguaggio e le componenti emotive dei loro pensieri, e ciò non rende possibile notare le contraddizioni nel loro discorso. Hervey Cleckley, un ricercatore pionieristico della psicopatia, ha chiamato questa anomalia come "afasia semantica". Si consideri la seguente risposta del serial killer Ted Bundy quando gli fu chiesto delle sue abitudini sull'assunzione di droga:
(Ted Bundy)
Nel dialogo di cui sopra, Bundy alternativamente nega e ammette di usare sostanze e non è mai deciso sulle sue preferenze, suggerendo che aveva difficoltà a mantenere una linea coerente di pensiero in fase di elaborazione delle sue parole. Un altro intervistato psicopatico una volta ha detto: «ho dovuto rubare a volte per uscire dalla città, sì, ma io non sono un criminale del cazzo».
Alcuni psicopatici sono in possesso di grande fascino e una grande capacità di manipolare gli altri, hanno meno inibizioni sociali, sono estremamente estroversi, dominanti ed esprimono fiducia. Non hanno paura di recare offesa, di essere respinti o di essere emarginati. Quando queste cose accadono, ci riprovano altrove e non sono scoraggiati dal tentare di nuovo. Così, la manipolazione pratica degli psicopatici è più difficile di quanto molta gente pensi perché tendono, camaleonticamente, a perfezionare le proprie capacità.
Va notato che non tutti gli psicopatici sono degli “incantatori”. Spesso a causa di una certa rozzezza, alcuni non hanno la grazia necessaria né l'educazione per impressionare la gente. Gli psicopatici tendono a fare affidamento sull'intimidazione, la coercizione e la violenza per ottenere i propri scopi; spesso adottano uno stile di vita parassitario, truffando la gente dalle loro ricchezze e risorse; sono stati conosciuti per sedurre le persone semplicemente per ottenere denaro o sesso, o inventare storie assurde per ottenere denaro da parenti e amici. Quando la vittima non è più utile né redditizia, gli psicopatici prestamente la abbandonano.

### Impulsività e irresponsabilità
La psicopatia è impulsività allo stato puro. Non è possibile misurare il rischio di essere sorpresi, scoperti o colpiti come un risultato della propria condotta.
Lo psicopatico vive giorno per giorno, cambiando i propri piani di frequente e generalmente non ha obiettivi realistici a lungo termine. Gli psicopatici spesso affermano di avere obiettivi ambiziosi nella vita, ma non riescono ad apprezzarne la consistenza, l'abilità né la disciplina necessarie per raggiungerli. Hare scrive di un detenuto psicopatico che ha pianificato di diventare un nuotatore professionista dopo il rilascio, nonostante il fatto che fosse sulla quarantina e in sovrappeso. Sono noti per rompere le relazioni, i piani e lasciare i lavori a metà. Un modello di vita caratteristico è di passare da un lavoro all'altro e, a volte dentro e fuori dalla prigione; generalmente non sono imbarazzati o preoccupati per la mancanza di successo nella vita.
Sul posto di lavoro, anzi, sono noti per la frequenza irregolare, assenze frequenti, appropriazione indebita, e inaffidabilità. Sono finanziariamente irresponsabili, spesso vivono al di sopra dei propri mezzi, incorrono in debiti e inadempienze sui prestiti. Spesso trascurano i loro figli, hanno spesso rapporti sessuali non protetti, fanno bambini che abbandonano e trasmettono malattie a trasmissione sessuale. Quando sono nei guai a causa della loro negligenza, di solito danno la colpa ad altre persone o fattori esterni; non esitano a sfruttare le risorse di amici o familiari per farli uscire dai guai, come se l'avessero salvato dalla prigione.

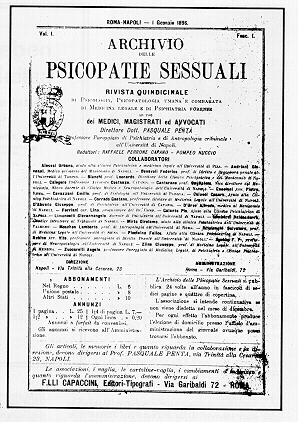
Frontespizio dell'"Archivio delle psicopatie sessuali", edito da Pasquale Penta nel 1896. Assieme al tedesco "Der Eigene" (che però ebbe una vita meno effimera) fu il primo periodico dedicato alle tematiche della sessualità non conforme.

Gli psicopatici spesso non riescono ad apprendere dalle esperienze passate e tendono a non modificare il proprio comportamento per evitare guai. Tali attività perseguono spesso le stesse vecchie abitudini cattive, pur avendo sofferto periodi di punizione e umiliazione: il carcere non ha alcun effetto positivo su di loro, e la loro condizione è considerata irreversibile. Il tasso di recidività degli psicopatici è il doppio dei delinquenti comuni con punte di tre volte superiore per i reati più violenti.

### Abuso di sostanze illecite
Gli psicopatici sono noti per rispondere alla minima stimolazione o provocazione. Sono altamente reattivi agli insulti, alle offese, a suggestioni e banalità, che ai loro capricci, ossessivi, ma spesso di breve durata, possono risultare irritanti; tuttavia possono tornare a momenti di calma più tardi. Anche se la loro aggressività è scarsamente inibita, non è generalmente incontrollata: manca l'agitazione emotiva delle persone normali che provano quando perdono il controllo.
Gli psicopatici, inoltre, hanno una bassa tolleranza per la noia e un eccessivo bisogno di eccitazione e stimolazione. Spesso infrangono le regole, commettono crimini, e rischiano la propria vita per provare brividi a buon mercato: hanno maggiori probabilità di assumere droghe rispetto alle persone normali.

### Rimorso e senso di colpa
Gli psicopatici hanno una totale mancanza di rimorso per gli abusi commessi. Anche quando sono consapevoli delle conseguenze delle loro azioni, spesso razionalizzano il proprio comportamento in modo da minimizzare la gravità dei fatti o scrollarsi di dosso ogni responsabilità. Così parlò Kenneth Taylor dopo l'omicidio della moglie:
(Kenneth Taylor)

### Egocentrismo e megalomania
Gli psicopatici abusano della propria autostima. Il loro egocentrismo è paragonabile a quello riscontrato nel disturbo di personalità dei narcisisti e, in effetti, è a volte difficile distinguere le due condizioni l'una dall'altra  Essi ritengono di essere al centro dell'universo e vedono loro stessi come esseri superiori, appaiono spesso supponenti, prepotenti e arroganti. Uno psicopatico pensa sempre di essere la persona più intelligente del mondo e non ha rispetto per le opinioni divergenti di altri.
Gli psicopatici hanno un esagerato senso del diritto: si aspettano grandi ricompense per gli sforzi compiuti, si offrono per lavori importanti, nonostante le qualifiche carenti e la mancanza di autorità richiesta, pretendono privilegi al di sopra del loro rango, e sono ingrati di ogni ricompensa o beneficio. Non è raro per gli psicopatici descrivere le loro vittime come deboli, esseri inferiori che meritano di essere sfruttati.
Gli psicopatici spesso affermano di avere grandi obiettivi nella vita e credono di poter ottenere tutto ciò che vogliono. Oltre a queste affermazioni irrealistiche, dato il loro trascorsi di irresponsabilità, mostrano poco apprezzamento per il duro lavoro, la disciplina, la dedizione, e il talento necessario per realizzare le proprie ambizioni. Questi obiettivi variano come spesso cambiano gli psicopatici che sono notoriamente volubili, abbandonando progetti quando diventano noiosi o frustranti. Gli psicopatici sono senza vergogna e nutrono una scarsa considerazione dei problemi giuridici, finanziari o personali nella loro vita. Danno la colpa a tutti e tutto, mai a loro stessi per i loro fallimenti: la sfortuna, un sistema ingiusto, colleghi che non offrono sostegno, ecc. Possono anche raffigurare le loro cattive qualità come virtù: molti psicopatici si vantano della carriera penale, il numero di crimini che sono riusciti a farla franca, e il loro talento per l'inganno.

### Psicopatia e quoziente intellettivo
Hare e Neumann (2008) affermano che vi è solo una debole associazione tra psicopatia e quoziente d'intelligenza ma che «non c'è alcuna ragione evidente per cui il disturbo teorico descritto da Cleckley o altri clinici dovrebbe essere legato all'intelligenza; alcuni psicopatici sono lucidi, altri meno. Anche se uno psicopatico dovesse possedere una grande intelligenza o QI, raramente lo dimostrerebbe».

## Metodologia

### Riconoscimento visuale
In uno studio del 2002, David Kosson e Yana Suchy, hanno chiesto ad un gruppo di detenuti psicopatici l'emozione espressa su un cartellone di trenta facce. Rispetto al gruppo di controllo, gli psicopatici avevano un tasso significativamente più basso di accuratezza nel riconoscimento del viso condizionato dal disprezzo ma un più alto tasso di accuratezza nel riconoscere quello arrabbiato. Inoltre, quando vi erano le condizioni per ridurre al minimo il coinvolgimento di meccanismi dell'emisfero cerebrale destro, ad esempio la tristezza, gli psicopatici hanno avuto più difficoltà a identificare con precisione le emozioni. Questo studio non replica le scoperte di Blair (1997) secondo il quale gli psicopatici sono specificamente meno sensibili a segnali non verbali di paura o disagio.

### Riconoscimento vocale
In un esperimento del 2002, Blair e Mitchell usarono il test di riconoscimento vocale per misurare l'intonazione emozionale dovute alla verbalizzazione delle parole neutrali. Gli psicopatici tendevano a commettere più errori di riconoscimento rispetto al gruppo di controllo con un tasso particolarmente elevato di errore per le parole a sfondo triste e pauroso.

### Test limite
Uno studio sul Test limite, che consiste nel far leggere velocemente una sequenza di parole, ha rilevato che nella psicopatia si riscontra un deficit di attenzione circoscritto, che comporta difficoltà a far uso di informazioni in quelle situazioni in cui esse si presentano sia spazialmente separate dal focus attentivo, sia incompatibili con l'informazione attesa. Ciò suggerisce che gli psicopatici avrebbero una particolare difficoltà a interrompere un'azione rivolta a un risultato in presenza di segnali che la contraddicono, quando questi ultimi sono fuori dal loro focus attentivo..

## Criminogenesi

### Fattori ereditari e cerebrali
I ricercatori di psicologia evoluzionista hanno proposto varie spiegazioni evolutive per la psicopatia. Uno di questi è che la psicopatia rappresenta una frequenza dipendente socialmente da strategie parassitarie. Ciò può funzionare fino a quando ci sono pochi altri psicopatici nella comunità dal momento che la presenza di più psicopatici significa aumentare il rischio di incontrare un altro psicopatico così come i non psicopatici probabilmente adotterebbero delle contromisure contro gli imbroglioni.
I fattori genetici possono in generale influenzare lo sviluppo della psicopatia, mentre i fattori ambientali influenzano i tratti specifici che predominano
Nel 2005 uno studio sui gemelli ha rilevato che i bambini con comportamento antisociale possono essere classificati in due gruppi: quelli che avevano alti tratti del tipo "insensibile-emotivo" erano condizionati da fattori ereditari e non ambientali, mentre coloro che sono stati classificati con una minima quantità di quei tratti erano sotto condizionati sia da fattori ereditari che ambientali.
«L'amigdala è cruciale per lo stimolo-rinforzo nell'apprendimento e nel rispondere alle espressioni emotive, ad esempio la paura che, come i rinforzi, è un fattore importante di stimolo-rinforzo dell'apprendimento. Inoltre, l'amigdala è coinvolta nella formazione di entrambi gli stimoli di punizione e di ricompensa. Individui con insufficienza in stimoli di apprendimento e di risposta alle espressioni di panico e dolore, soffrono della sindrome di psicopatia» (Blair, 2008).
A questo proposito, diversi studi stanno dimostrando l'importanza dello stile di accudimento dei genitori nei primi mesi di vita, in particolare la risposta alle espressioni di fame, paura e rabbia nel neonato e nell'infante.
Persone con un punteggio ≥ 25 nella Psychopathy Checklist Revised e con una storia di comportamenti violenti associati, sembrano aver ridotto significativamente l'integrità microstrutturale nei loro fasci laterali ovvero la materia bianca collegata all'amigdala e alla corteccia orbitofrontale. Più estrema è la psicopatia, maggiore è l'anomalia.
Studi recenti hanno confutato le teorie su come determinare la relazione biologica tra il cervello e la psicopatia. Una di queste suggerisce che la psicopatia è associata sia con l'amigdala, che è associata con reazioni emotive e di apprendimento emotivo, sia alla corteccia prefrontale, associata al controllo degli impulsi, il processo decisionale, di apprendimento e di adattamento emotivo-comportamentale. Alcuni di questi studi affermano anche che vi sia minore materia grigia nei psicopatici che negli altri.
C'è la prova di deficit nelle connessioni di materia bianca tra queste due aree importanti in uno studio su nove psicopatici criminali. Questa ricerca suggerisce che il grado di anomalia è significativamente correlata al grado di psicopatia e può spiegare il comportamento deviante.
Una ricerca del 2008 ha trovato anomalie varie riportate in letteratura, incentrato su una corteccia prefrontale e quella temporale del sistema limbico dove le regioni sono più coinvolte nei processi emotivi e di apprendimento, così come molti altri processi. Tuttavia, gli autori riferiscono che le persone classificate come "psicopatico" non possono infatti essere viste come gruppi omogenei ossia, tutti con le stesse caratteristiche, e che le associazioni tra i cambiamenti strutturali e le caratteristiche psicopatiche non consentono ancora di trarre conclusioni. Gli autori concludono che le caratteristiche psicopatiche coinvolgono l'ereditarietà multifattoriale, i processi neurobiologico, genetici, epidemiologici, e i fattori sociobiografici (la vita della persona nella società).

### Endocrinologia criminale
Alti livelli di testosterone combinati con bassi livelli di cortisolo sono stati teorizzati come fattori criminali. Il testosterone è associato con l'approccio di comportamenti legati alla sensibilità e al controllo della paura. Il cortisolo aumenta lo stato di paura, la sensibilità alla punizione e il comportamento di autodifesa. L'iniezione di testosterone spinge sul “piatto della bilancia” della punizione per premiare la sensibilità, diminuisce la paura, e aumenta la probabilità di reazione, ad esempio rispondendo a volti arrabbiati. Alcuni studi hanno scoperto che i comportamenti antisociali e aggressivi sono associati con alti livelli di testosterone, ma non è chiaro se gli psicopatici ne abbiano alti livelli. Alcuni studi hanno scoperto che la psicopatia può essere associata a bassi livelli di cortisolo.
Alti livelli di testosterone combinati con bassi livelli di serotonina possono aumentare l'aggressività violenta. Alcune ricerche suggeriscono che il testosterone da solo non causa l'aggressione, ma aumenta il dominio dei comportamenti violenti. La serotonina bassa è associata a reazioni impulsive o altamente negativo e, se combinata col testosterone, può provocare l'aggressione in seguito a frustrazione.
La psicopatia è stata anche associata in due studi con un rapporto maggiore tra HVA (dopamina metabolita) e tra 5-HIAA (serotonina metabolita).
Diversi studi su animali dimostrano il ruolo del funzionamento della serotonina nell'impulsività, nell'aggressività e nei comportamenti antisociali.
Nel 2010 uno studio inglese ha scoperto che un grande valore del rapporto 2D:4D, l'indicazione di un valore alto di estrogeni, indicano una positiva correlazione della psicopatia nelle femmine, e una positiva correlazione di insensibilità (psicopatia sub-scala) nei maschi.
Nel 2011 il neuroscienziato Kent Kiehl dell'Università del New Mexico ha pubblicato i suoi studi eseguiti con scansioni cerebrali fMRI sui detenuti americani, scoprendo che i detenuti psicopatici hanno più materia grigia nel sistema limbico e inoltre hanno i circuiti neuronali che lo collegano ai lobi frontali alterati. Queste scoperte sollevano interrogativi giuridici sulla effettiva responsabilità personale dei soggetti.

## Diagnosi
La tendenza psicopatica a volte può essere riconosciuta nell'infanzia o durante l'adolescenza. Se riconosciuta, una diagnosi di disturbo della condotta, o, eventualmente, il relativo disturbo oppositivo provocatorio, si può intervenire. Tuttavia, mentre questi segni d'infanzia sono stati trovati in una percentuale significativamente maggiore di psicopatici rispetto alla popolazione generale, va sottolineato che non tutti i soggetti diagnosticati tali durante l'infanzia risultano essere psicopatici da adulti, o anche a tutti i sofferenti di altri disturbi. Pertanto, la psicopatia non è normalmente diagnosticata nei bambini o negli adolescenti, e alcune giurisdizioni proibiscono esplicitamente tale diagnosi a minori con disturbi di personalità e simili. Questo perché una diagnosi «non riesce a rilevare alcun elemento emotivo, cognitivo o altri tratti della personalità quali l'egocentrismo e la mancanza di rimorso, l'empatia, il senso di colpa che sono così importanti nella diagnosi della psicopatia.
I bambini che mostrano una forte tratto psicopatico spesso appaiono immuni alla punizione, e niente può modificare il loro comportamento indesiderato. Di conseguenza i genitori di solito ricorrono a maniere forti, e il loro comportamento peggiora.
Gli indicatori seguenti sono utilizzati in criminologia per rilevare la diagnosi psicopatica infantile; non tutti gli item devono essere presenti contemporaneamente, ma almeno molti di loro devono essere presenti per un periodo di anni:
- un lungo periodo di enuresi notturna passata l'età prescolare, non a causa di qualsiasi problema individuato dal medico;
- precoce sadismo, spesso espressa come crudeltà verso gli animali;
- patologica, ad esempio piromania, è l'impostazione intenzionale di incendi distruttivi con il totale disprezzo per la proprietà e la vita degli altri ma priva di evidenti intenzioni omicide. Da non confondere con il gioco con i fiammiferi, che non è raro nei bambini di età prescolare;
- tendenza a mentire, spesso senza obiettivi chiari, che si estende oltre il normale impulso di un bambino di non essere punito;queste bugie sono talmente estese che spesso è impossibile sapere tutta la verità;
- furto e assenze ingiustificate;
- aggressione verso colleghi e parenti, può comprendere abusi fisici e verbali, incitando gli altri a fare altrettanto, organizzando una campagna di tormento psicologico.

I tre indicatori enuresi, crudeltà verso gli animali e piromania sono noti come la triade di Macdonald e sono stati descritti da John Marshall Macdonald come “bollino rosso” di psicopatia e di un futuro comportamento aggressivo episodico.
La questione se i bambini piccoli, con indicatori precoci della psicopatia, rispondono poco agli stimoli, rispetto ai comportamenti dei bambini senza queste caratteristiche, è stata esaminata in ricerca clinica controllata solo recentemente. I risultati di questa ricerca sono stati coerenti con l'ampia evidenza empirica, indicando un possibile paragone con il bullismo.

### Hare Psychopathy Checklist
La psicopatia è spesso misurata con il PCL-R, una scala composta da venti item volta ad indagare tratti di personalità e comportamenti legati alla psicopatia.

### DSM e ICD
Ci sono attualmente due sistemi ampiamente consolidati di classificazione dei disturbi mentali - Capitolo V del Classificazione Internazionale delle Malattie (ICD-10) pubblicato dalla Organizzazione Mondiale della Sanità (OMS) e il Manuale diagnostico e statistico dei disturbi mentali (DSM-IV) pubblicato dalla American Psychiatric Association (APA). Entrambe le pubblicazioni elencano dei disturbi del pensiero come tipi diversi, e stanno deliberatamente convergendo i propri codici in recenti revisioni in modo che i manuali siano più facilmente comparabili, anche se le differenze rimangono significative.
Mentre le versioni precedenti del DSM elencano la psicopatia come un disturbo di personalità, attualmente non è una diagnosi di queste classificazioni. Etichettare una persona come uno psicopatico comporta una valutazione metrica, utilizzando uno strumento diagnostico come la Hare Psychopathy Checklist Revised (PCL-R). Il PCL-R è ampiamente considerato il "gold standard" per la valutazione della psicopatia che è più fortemente correlata con il DSM-IV disturbo antisociale di personalità (ASPD), e ICD-10 disturbo di personalità antisociale e disturbo della personalità (DPD). Tuttavia, i criteri per individuare uno psicopatico sono diversi sia per la ASPD che per il DPD; gli psicopatici rappresentano un sottoinsieme di quelli con ASPD, e tratti psicopatici sono più gravi Uno psicopatico otterrà un punteggio alto su entrambi i fattori PCL-R, mentre con il ASPD chi non è uno psicopatico otterrà un punteggio alto solo sul Fattore 2..
Alcuni ricercatori sono scettici sul mutamento dei criteri diagnostici. Il disturbo di personalità antisociale è diagnosticato attraverso il comportamento sociale e i comportamenti devianti, mentre una diagnosi di psicopatia comprende anche fattori di personalità, affettivi e interpersonali. La Hare Psychopathy Checklist Revised è più in grado di predire il futuro criminale, la violenza e la diagnosi di recidività di quanto faccia il ASPD utilizzando i DSM-III-R.
Ci sono anche differenze tra psicopatici e altri su "trasformazione e uso di informazioni linguistiche ed emozionali", mentre tali differenze sono piccole tra quelle con diagnosi di ASPD e non Tuttavia, la Hare Psychopathy Checklist Revised richiede l'uso di una intervista piuttosto prolissa e la disponibilità di ulteriori informazioni come così come nella seconda parte su giudizi di carattere piuttosto che il comportamento osservato.
Gli esperimenti sul campo per il DSM-IV trovano dei tratti di personalità che siano affidabili quanto i criteri diagnostici che misurano solo il comportamento, ma anche i criteri sui tratti di personalità sono stati abbandonati in parte perché si temeva che il medico non li usasse in modo corretto. Inoltre, la posizione del testo introduttivo descrive le caratteristiche di personalità tipiche della psicopatia, che sostiene Hare rendono il manuale confuso e di fatto contenente due diversi set di criteri. Inoltre, sostiene che la confusione riguardo alle modalità di diagnosi ASPD, nonché sulla differenza tra ASPD e psicopatia, così come la prognosi per quanto riguarda la recidiva e trattabilità, può avere conseguenze gravi in certi ambienti quali i casi giudiziari in cui la psicopatia è spesso vista come un'aggravante della crimine.

### Cleckley Checklist
Nel suo libro del 1941, Mask of Sanity, Hervey M. Cleckley ha introdotto sedici caratteristiche comportamentali di uno psicopatico:
1. Apparentemente affascinante e di buona intelligenza
2. Assenza di deliri e altri segni di pensiero irrazionale
3. Assenza di nervosismo o manifestazioni psico-nevrotiche
4. Inaffidabilità
5. Falsità e ipocrisia
6. Mancanza di rimorso e vergogna
7. Immotivato comportamento antisociale
8. Poco senso del giudizio e poca capacità di imparare dall'esperienza
9. Egocentrismo e incapacità di amare
10. Carente nelle principali reazioni affettive
11. Scarso insight
12. Poca risposta nelle relazioni interpersonali più comuni
13. Comportamento surreale e poco invitante che emerge in correlazione all'assunzione di alcol
14. Minacce di suicidio raramente realizzate
15. Comportamento sessuale impersonale, banale e scarsamente integrato
16. Mancata osservanza di qualsiasi progetto di vita

## Comorbidità
La psicopatia può essere caratterizzata da altre diverse condizioni mentali, sebbene, a differenza dei disturbi antisociali della condotta, la comorbidità negli psicopatici è meno frequente
L'abuso di sostanze è una di queste particolarmente associato al Fattore 2 il disturbo della condotta e l'ADHD possono essere associate alla psicopatia che può essere spiegata dalla corruzione della corteccia prefrontale e dorso laterale associata con le funzioni esecutive di tutti i tre disturbi.
Altre evidenze dimostrano la correlazione tra disturbo antisociale di personalità e altri disturbi quali istrionismo, narcisismo e disturbo borderline
L'ansia può essere associata con il comportamento antisociale ma lo è inversamente con il Fattore 1. La depressione è inversamente proporzionale alla psicopatia. Non c'è alcuna correlazione invece tra psicopatia e schizofrenia.
È stato suggerito che la psicopatia può avere qualche correlazione con diverse altre diagnosi, tuttavia allo stato attuale è stato effettuato un lavoro limitato sulla comorbilità. Questo può essere causa di difficoltà sull'utilizzo di gruppi ospedalieri da parte di alcune istituzioni nel valutare la comorbilità, a causa della probabilità di qualche bias di selezione nel campione. Inoltre, la comorbilità può essere più riflessiva delle categorie nel DSM-IV che riflette le condizioni sottostanti eziologicamente separate.

## Criminalistica
Seguendo Hare, il consenso tra i ricercatori nel campo della psicopatia si concentra su uno specifico disturbo neurologico che è presente sin dalla nascita, sebbene nel 2008 siano state indicate diverse cause nonché variazioni tra i pazienti. Lo stesso stimò che circa 1% di tutto l'universo statistico di americani fosse malato.
Una ricerca nel 2009 riporta una prevalenza di 0,6% di persone che rispondono ai criteri diagnostici su detti.
Robert Hare afferma che la psicopatia ha una predisposizione ereditaria e che molti pazienti hanno dei modelli comportamentali tali da avere rapporti fugaci con persone dell'altro sesso nonostante l'elevato tasso di fertilità.
Una serie di studi nel 2002 hanno dimostrato che il 47% della popolazione maschile detenuta in carcere e il 21% di quella femminile soffre di disturbi di personalità antisociale. Seguendo tali statistiche, circa il 25% di detenuti rientra nei criteri diagnostici psicopatici In una ricerca del 2009 sui detenuti inglesi si scoprì che il 7,7% degli uomini e il 1,9% delle donne soffriva di psicopatia.
Gli omicidi rappresentano il reato più frequente riscontrato negli psicopatici (93,3%) sia avvenuti a “sangue freddo” sia premeditati. La percentuale cala sensibilmente per i non psicopatici (48,4%) per la maggior parte a sfondo sentimentale. Sebbene ci siano diverse caratteristiche che li mostrano come formidabili terroristi, ci sono poche correlazioni tra terrorismo e psicopatia.

### Psicopatia e violenza sessuale
Le preferenze sessuali sono generalmente considerate devianti quando fuorviano statisticamente dalla norma e quando tendono a infliggere un danno indesiderato su loro stessi o su altri. In uno studio condotto da Barbaree et al. (1994) con la pletismografia del pene, gli psicopatici hanno mostrato un maggiore flusso sanguigno del pene rispetto al gruppo di controllo dopo aver subito particolari stimoli visivi e uditivi. Ciò può essere dovuto alla totale mancanza di rispetto dello psicopatico sulle norme sociali e alla mancanza di attaccamento verso gli affetti. Il desiderio di essere socialmente accettato è così profondamente radicato nelle menti e le personalità degli esseri umani normali, che in una certa misura, ciò detta le nostre sensazioni sessuali, mentre lo psicopatico tenterà di confondersi, in quanto i propri desideri intimi sono completamente al di fuori degli standard sociali.
Ci sono anche prove che suggeriscono che gli offender sessuali psicopatici usano più violenza contro le loro vittime di quanto non facciano quelli non psicopatici, suggerendo che lo psicopatico può avere una maggiore propensione ad essere sessualmente sadico. Woodworth et al. (2003) ha esaminato la correlazione tra i punteggi PCL-R e i tipi di aggressività espressa in un campione di 38 offender sessuali. 84,7% di questi rientrano in una moderata gamma alta (punteggi significativamente più alti di quelli di un gruppo di assassini non sessuali). Inoltre, gli omicidi commessi da psicopatici (quelli con un punteggio di 20 o sopra) hanno mostrato una violenza sadica maggiore di quelli non psicopatici. L'82,4% di psicopatici sadici ha commesso violenza contro le loro vittime, contro il 52,6% dei non psicopatici.
Nel 2011 uno studio compiuto nelle carceri canadesi ha scoperto che la psicopatia è correlata più ai reati di maggior violenza che alle violenze sessuali. Nonostante l'alto tasso di recidività, gli psicopatici mostrano una grande abilità nel persuadere i servizi sociali ad insistere nei trattamenti di recupero. Gli autori di violenza sessuale psicopatici sono circa 2,5 volte più propensi ad uscire con la condizionale rispetto a quelli non psicopatici.

## Prognosi
Un ricercatore, Christopher J. Patrick ha pubblicato un libro Handbook of Psychopathy nel quale ha dedicato un capitolo sul trattamento dove c'è la prova di una cura per questo tipo di patologia; nessuna medicina può iniettare l'empatia di cui lo psicopatico ha bisogno e, inoltre, coloro che seguono una terapia tradizionale possono diventare molto più pericolosi nel manipolare altri e più propensi a commettere un reato. Altri suggeriscono che gli psicopatici possono ottenere notevoli vantaggi da qualsiasi terapia eccetto quelle incentrare sui tratti comportamentali.
In pratica, i professionisti della salute mentale raramente affrontano il trattamento di disturbi della personalità psicopatica in quanto sono spesso considerati mali incurabili e gli interventi effettuati hanno dimostrato di essere inefficaci. Tuttavia, alcune delle difficoltà sono state attribuite ad una serie di fattori quali la mancanza di chiarezza sulla definizione e sulla diagnosi di psicopatia, la minaccia del pericolo per il personale, l'inganno o la scarsa motivazione dei pazienti, e la mancanza di follow-up per testare l'efficacia delle cure. Nonostante il pessimismo, a partire dal 1999, il trattamento di pazienti psicopatici si svolge ancora in una varietà di ospedali psichiatrici e la ricerca scientifica ha dimostrato che si presentano alcuni miglioramenti in alcuni individui quando si riesce ad individuare il giusto trattamento, e che lunghi periodi di terapia spesso producono risultati tangibili.
È stato dimostrato che le tecniche di mutamento del comportamento basate sulla punizione non migliorano il comportamento degli psicopatici in quanto si è scoperto che tentano di diventare più furbi e più capaci nel nascondere il proprio comportamento. È stato suggerito che i tradizionali approcci terapeutici effettivamente rendono gli psicopatici più abili a manipolare gli altri e, quindi, sono considerati non solo inguaribili ma anche incurabili.
Tuttavia, alcuni ricercatori suggeriscono che gli psicopatici possono beneficiare tanto quanto gli altri dal trattamento psicologico, almeno in termini di comportamento criminale, anche se non sui tratti centrali della personalità. Per esempio, un approccio terapeutico sui minorenni che dimostrano di non essere ricaduti nel medesimo reato nel corso di un periodo di due anni rispetto alla cura usuale.

## Difesa sociale

### Regno Unito
Nel Regno Unito, il disturbo psicopatico è stato legalmente definito nel Mental Health Act (UK) come «un disturbo persistente o una disabilità mentale (escludendo una significativa compromissione della intelligenza) che si traduce in un comportamento anomalo aggressivo o gravemente irresponsabile da parte della persona interessata». Questa definizione, che non equivale a psicopatia, aveva lo scopo di riflettere la presenza di un disturbo di personalità, in termini di condizioni di detenzione sotto il Mental Health Act 1983. Con le successive modifiche contenute nel Mental Health Act 2007, il disturbo psicopatico è stato abolito, con tutte altre condizioni di co-morbilità ad esempio malattie mentali, disturbi della personalità, ecc. e attualmente sono contenuti dentro il termine generico di “disturbo mentale”.
In Inghilterra e Galles, la diagnosi di disturbo antisociale di personalità è curato durante la detenzione in ospedale psichiatrico in base al Mental Health Act se i soggetti hanno commesso gravi crimini, ma dato che questi individui sono distruttivi per gli altri pazienti e non rispondono al trattamento, non si può fare altro che rinchiuderli in carcere.

### Stati Uniti
La psicopatia è affrontata in maniera diversa in base alle diverse giurisdizioni. L'associazione psichiatrica americana si oppone fermamente alle definizioni non mediche o alle definizioni che non tengono conto del contesto clinico.
Negli Stati Uniti, circa venti stati attualmente possono offrire servizi di assistenza per sex offender o predatori sessuale, evitando l'uso del termine “psicopatico”. Queste leggi e le relative disposizioni sono controverse e sono in corso di revisione da parte della Corte Suprema come una violazione di un diritto fondamentale della persona Quattordicesimo Emendamento.

## Videografia
- The Corporation, un film che include una sezione dedicata alla spiegazione delle personalità psicopatiche.
- Ted Bundy film che narra la storia di uno dei più riconosciuti psicopatici aggressivi della storia.

## Audiografia
- The Unreal World of Narcissists and Sociopaths, with host Jari Chevalier for Living Hero, including Nina W. Brown, Linda Martinez-Lewi, Gabor Mate, Martha Stout, Philip Zimbardo
- Interview with Dr. Martha Stout, author of The Sociopath Next Door on the Living Hero podcast, November 2010., su jari.podbean.com.